# 大西結花
大西 結花（おおにし ゆか、1968年〈昭和43年〉7月6日 - ）は、日本の女優、歌手。大阪府豊中市出身。愛称はゆっち。

## 略歴

### デビューまで
幼少から芸能界やアイドルに憧れていた。特に松田聖子に強く影響を受けた。中学生の頃に姉の影響で横浜銀蝿にハマってローラー族となり、その流れで1983年開催の「ミス・ロックンローラー・コンテスト」に出場し準優勝する。その時の優勝者であり、1983年にロカビリーアイドルとしてデビューした歌手・MIYABIの所属事務所と仮契約するが、その事務所社長と友人の、かつて大手プロダクションで小川知子や風吹ジュンのマネージャーを務めた人物にスカウトされ、芸能界入りを果たす。中学卒業後に上京し、東京都立代々木高等学校に入学。

### アイドル時代
1984年8月、阿久悠原作のテレビドラマ『家族の晩餐』（日本テレビ系）の倍賞美津子の娘役オーディションで1000人を超える応募者の中から選ばれ、ドラマデビュー。翌1985年2月25日、『アラベスク・ロマネスク』でアイドル歌手としてレコードデビュー。第12回横浜音楽祭新人奨励賞を受賞。デビュー時のキャッチフレーズは「不思議チック少女。」。同年7月、2作目のドラマ『家族ジャングル』に出演。大映テレビの常連であった伊藤かずえや『毎度おさわがせします』の中山美穂、『スケバン刑事』の斉藤由貴などと共に、ツッパリ少女路線の役柄で話題となる。以降もドラマでは早熟な役や不良の役などが続いた。同時期放送の『夏・体験物語』に主演していた中山美穂は著書の中で、自分と同様にアイドルでありながら、迫力のあるツッパリ役を演じきる大西の演技には注目していたと語っている。所謂清純派・正統派タイプのアイドルでは無かったことから、新人アイドルが集まる番組では浅香唯や網浜直子と共にイジられる役回りが多かったという。浅香唯は、大西の演技経験が多かったことから女優系のアイドルとして同期からは一目置かれていたと語っている。同年12月公開の相米慎二監督『台風クラブ』で第7回ヨコハマ映画祭最優秀新人賞を受賞。1986年1月放送のテレビドラマ『春風一番!』（日本テレビ系）では、本作がドラマデビューとなった酒井法子の姉役を演じた。1月15日東京芝ABCホールにてファーストコンサートを開催。

### スケバン刑事
1986年10月放送開始のテレビドラマ『スケバン刑事III 少女忍法帖伝奇』（フジテレビ系）に"折鶴の結花"・風間結花 役で出演。姉妹役で共演した浅香唯・中村由真と共に人気を得てブレイクする。5作目のシングル「シャドウ・ハンター」は、鷺巣詩郎アレンジによる疾走感のある戦いのイメージの挿入歌として用いられ、初のオリコンチャート圏内へのランクインとなった。「今週のスポットライト」のコーナーで音楽番組『ザ・ベストテン』にも出演。以降の「チャンスは一度だけ」、「哀しみのシャングリラ」等ではオリコン週間チャートベスト10入りにまで及んだ。ドラマ放送後期には、同番組内で生まれたアイドルユニット「風間三姉妹」（長女：結花/大西結花、次女：由真/中村由真、三女：唯/浅香唯）として同ドラマの主題歌「Remember」をリリースし、オリコンチャート1位を獲得。風間三姉妹としての歌番組への出演やコンサートツアーなどを行った。『スケバン刑事III』終了後しばらくは歌手活動に重点を置き、ロック色の強いアルバムの発表や、コンサートでは自らのギター演奏を交えたプリンセス・プリンセスのカバーを披露するなどした。

### 90年代以降
1990年代以降は女優業が中心となる。1995年公開の横山博人監督の文芸映画『眠れる美女』ではヌードを披露し、原田芳雄との濃厚なラブシーンを演じた。ヴェネツィア国際映画祭へも出品されたこの作品は当初"日本初のヘア映画"となる予定であったが、映倫の関係で断念され、その流れからワニブックスよりヘアヌード写真集「FLORE」が発売された。
1998年9月、所属事務所「マコロン」が倒産。マコロンは所属タレントが大西のみという小さい事務所であったが、社長は多額の借金を残し消息不明となった。社長は当時の商工ローン最大手「日栄」から多額の借入をしており、大西と大西の両親も借金の連帯保証人となっていたため厳しい取り立てに追われた。1年後の1999年9月、その時期の経緯や心境を告白した単行本「セキララ」を出版。同時期に自身2冊目となるヘアヌード写真集「遠野 冬」も発売。
2000年6月、ダートトライアル選手権に出場し、レーサーデビューを報じられる。この後もレースに出場し、一時期はユニット「大西結花 With Challenge Girls」として全国のレース場でキャンペーン活動を行っていた。自動車評論家の竹岡圭とドライブに関する番組で数度共演している。
2011年4月、「オフィスコットン」に所属することを発表。
2012年9月、17歳年下の一般男性と結婚。

## 人物
- 豊中市立第十中学校 → 東京都立代々木高等学校 → 大東学園高等学校（編入、卒業）。
- 風間三姉妹の3人は今でも親交があり、中村由真が仕事と里帰りを兼ね一時帰国した際には、浅香唯とともに3人で会食している。また、風間三姉妹として不定期にライブ活動も行っている。
- 温泉ソムリエ、A級ライセンス所持を取得している。
- アイドル時代はチェッカーズのファンでラジカセでチェッカーズのアルバムを聴いていたという。2019年8月頃には同じチェッカーズファンだった西村知美とともに藤井フミヤのコンサート『FUMIYA FUJII ANNIVERSARY TOUR 2019』を見に行き、楽屋でフミヤに会っている[27]。
- 高い所が苦手で、泳げない。しかし映画『スケバン刑事　風間三姉妹の逆襲』のアクションシーンでは海に放り込まれたり、マンションの10階の部屋から外に弾き飛ばされるシーンで、命綱を付けながらではあるが本当に10階のベランダの柵にぶら下がる状態で撮影を行ったという苦労話をしたことがある[28]。

## 出演

### テレビドラマ
- 家族の晩餐（1984年8月 - 9月、日本テレビ）
- 家族ジャングル（1985年7月 - 9月、日本テレビ） - 小泉由加 役
- 木曜ドラマストリート『殺人はそよ風のように』（1985年12月、フジテレビ）
- 春風一番!（1986年1月 - 3月、日本テレビ）
- このままじゃ、ボクの将来知れたもの（1986年4月 - 7月、日本テレビ） - 乾真琴 役
- 月曜ワイド劇場『ナースセンター午前3時』（1986年7月、テレビ朝日）
- スケバン刑事III 少女忍法帖伝奇（1986年10月 - 1987年10月、フジテレビ） - 風間結花 役
- 水曜ドラマスペシャル『私はポルノ女優・ 小夜子の恋』（1986年11月、TBS）
- あぶない少年（1987年10月 - 12月、テレビ東京）
  - あぶない少年 II（1988年1月 - 9月）
- 火曜スーパーワイド『津軽海峡 おんな三人春景色』（1988年4月、テレビ朝日）
- 猫、ふんじゃッた!（1988年10月 - 1989年2月、日本テレビ） - 白百合 役
- 風よ、鈴鹿へ（1988年11月、TBS）
- スクールガール・セレナーデ 桂華學女小夜曲（1988年11月、日本テレビ） - 向井玲子 役
- 大忠臣蔵（1989年1月、テレビ東京） - まゆ 役
- 暴れん坊将軍シリーズ（テレビ朝日）
  - 暴れん坊将軍III 第48話「恋も思案のおてんば剣法」（1989年1月） - おさと 役
  - 暴れん坊将軍VIII 第16話「弟よ 江戸に来た姉の想い」（1998年1月） - おはつ 役
- 翔べ!ひよっこ（1989年2月 - 3月、NHK） - 喜代 役
- 現代神秘サスペンス『魔女の系譜』（1989年8月、関西テレビ）
- ドラマチック22（TBS）
  - お交際したい!!（1989年12月）
  - ごきげんよう!横断歩道でつかまえて（1990年6月）
- 裸の大将放浪記38 清と花嫁の父・大井川編（1990年1月7日、関西テレビ） - 笛子 役
- 水戸黄門（TBS / C.A.L）
  - 第19部 第19話「人情娘馬子唄 -郡上八幡-」（1990年2月5日） - おいと 役
  - 第21部 第11話「姫君替玉大作戦 -阿蘇-」（1992年6月15日） - 琴姫・お京 役
  - 第22部 第18話「娘が綺麗になる方法 -島原-」（1993年9月13日） - お玉 役
  - 第24部 第19話「悪を糺した瀬戸の花嫁 -広島-」（1996年1月29日） - お澄 役
- 土曜ワイド劇場
  - 『牟田刑事官事件ファイル13』（1990年6月、テレビ朝日） - 山根智子 役
  - 『私兵刑事・トリカブト殺人の謎』（1993年10月、テレビ朝日）
  - 『過去をもって来た女・みちのく湯けむり殺意の旅』（1993年11月、テレビ朝日）
  - 『ジャンボ宝くじ1億5千万が当たった女!連続殺人』（1998年1月、朝日放送）
  - 『牟田刑事官事件ファイル27』（1999年10月、テレビ朝日） - 篠原真理 役
  - 『法医学教室の事件ファイル18』（2003年11月、テレビ朝日） - 久世美土里 役
  - 『女警察署長』（2009年5月、テレビ朝日） - 関本ゆみ 役
- 京、ふたり（1990年10月 - 1991年3月、NHK）
- 豪剣!賞金稼ぎ 無用ノ介（1990年10月、テレビ朝日）
- 火曜ミステリー劇場
  - 『雪の能登半島・幽霊海岸殺人事件』（1991年2月、テレビ朝日）
  - 『看護婦長推理カルテ・温泉病院怪奇連続殺人事件』（1991年6月、テレビ朝日）
- 映画みたいな恋したい（テレビ東京）
  - ジョーズ（1991年6月）
  - 愛と青春の旅立ち（1992年4月）
- 世にも奇妙な物語「秘密の花園」（1991年6月、フジテレビ）
- 月曜ドラマスペシャル
  - 『仙人のいたずら「マジメ銀行員の秘密」』（1991年6月、TBS）
  - 『ゲンコツ和尚は名探偵』（1994年2月、TBS）
- 稲川淳二のトゥルーストーリー 迎えが来ない…（1991年7月、関西テレビ） - ミキ 役
- 東芝日曜劇場『恋していました』（1992年5月、毎日放送）
- 金曜ドラマシアター『悪女伝説殺人事件』（1992年6月、フジテレビ）
- 大空港'92 第6話「成田離婚殺人事件！罠に落ちた美人OL」（1992年11月、テレビ朝日） - アイダシズ子 役
- 愛と罪と（1995年10月  - 12月、東海テレビ） - 上条倫子 役
- きっと誰かに逢うために 第10話（1996年3月、テレビ東京）
- 徳川の女〜家康の長女亀姫の闘い（1997年3月、テレビ東京） - 徳姫 役
- 遠山の金さんVS.女ねずみ 第5話「たった一人の忠臣蔵」（1998年5月、テレビ朝日） - お弓 役
- 鶴亀ワルツ（1999年1月 - 2月、NHK）
- 賭事女王 第12話 - 13話（2000年1月、フジテレビ） - サラ 役
- 離婚計画〜いつか愛したあなたへ〜 CASE4（2000年4月、毎日放送） - 悠里子 役
- 月曜ミステリー劇場（TBS）
  - 『流れ星お銀!事件解決いたします2』（2001年7月） - 脇本由香里 役
  - 『カードGメン・小早川茜3・甘い罠』（2001年10月） - 千田銀子 役
  - 『示談交渉人甚内たま子裏ファイル4』（2005年2月） - 三村啓美 役
- 火曜サスペンス劇場
  - 『考古学者佐久間玲子』（2001年10月、日本テレビ）
  - 『警視庁鑑識班14』（2002年4月、日本テレビ） - 中原祐子 役
  - 『だます女だまされる女6』（2003年8月、日本テレビ）
  - 『警部補 佃次郎(20)・望郷』（2005年1月、日本テレビ） - 北川典子 役
  - 『歌舞伎役者・中村歌留多』（2005年5月、日本テレビ） - 雅 役
  - 『緊急救命病院III』（2005年7月、日本テレビ） - 板谷百合江 役
- 歓迎!ダンジキ御一行様 第4 - 6話（2001年11月、日本テレビ）
- 女と愛とミステリー
  - 『京都羅生門殺人旅情・きもの&古美術ツアー』（2002年5月、テレビ東京） - 野村由美 役
  - 『みの刑事の愛の事件簿大作戦〜信濃・東海路同級生連続殺人事件』（2003年1月、テレビ東京）
- 科捜研の女第4シリーズ 第5話「殺意の同窓会旅行！京都嵐山温泉が巨大密室に…」（2002年8月、テレビ朝日） - 佐々木サエコ 役
- 相棒
  - Season1 第3話『秘密の元アイドル妻』（2002年10月23日、テレビ朝日） - 倉本美奈子 役
  - Season22 第16話『子ほめ』（2024年2月14日、テレビ朝日） - 倉本美奈子 役
- パパ トールド★ミー〜大切な君へ〜 第8話「水と風と光と」（2003年5月、NHK教育）
- はんなり菊太郎 第4話「いのちの酒」（2004年2月、NHK） - おしま 役
- ケータイ刑事 銭形シリーズ
  - ケータイ刑事 銭形泪2ndシーズン 第12話「千里眼を持つ女 〜全てお見通し殺人事件〜」（2004年6月、BS-i）
  - ケータイ刑事 銭形雷2ndシーズン 第10話「帰ってきたアイツ! 〜銭形雷襲撃事件〜」（2006年9月、BS-i） - 早乙女波江 役
- ラブ・ジャッジ2（2004年12月、TBS） - 桃子 役
- 11通の…出せなかったラブレター 第2話「ファンレター」（2005年1月、朝日放送） - アユミ 役
- 特命係長 只野仁2ndシーズン 第20話「覗かれた派遣社員」（2005年3月、テレビ朝日） - 神山美樹 役
- 御宿かわせみ第三章 第4話「秋色佃島」（2005年6月、NHK）
- 水曜ミステリー9『密会の宿4 夏の不倫殺人旅行!』（2005年8月、テレビ東京） - 天童結衣 役
- 芋たこなんきん 第13、76話（2006年10月 - 、NHK） - 寺田記者 役
- デビルシャドー（2007年1月 - 3月、KBS京都・テレビ神奈川・チバテレビ・三重テレビ） - 神崎那美 役
- 音女 第33話「諭されるオトメ」（2008年6月、テレビ朝日）
- 金曜プレステージ『山村美紗シリーズ赤い霊柩車(23)聰明な殺意』（2008年10月、フジテレビ） - 野村麻子 役
- サギ師リリ子 第7週「バッジ」（2009年1月 - 3月、テレビ東京） - 大神帆奈美 役
- 横浜見聞伝スター☆ジャン（2013年10月12日 - 12月28日、tvk） - 星乃命（ミコト） 役（友情出演）

### 映画
- 台風クラブ（1985年、東宝、相米慎二監督） - 大町美智子 役
- BE FREE!（1986年、東映、中田新一監督） - 長谷川まみ 役
- スケバン刑事（1987年、東映、田中秀夫監督） - 風間結花 役（友情出演）
- スケバン刑事　風間三姉妹の逆襲（1988年、東映、田中秀夫監督） - 風間結花 役
- 童貞物語4 ボクもスキーにつれてって（1989年、東映、廣木隆一監督） - 秋月由莉 役
- 夢魔（1994年、にっかつ、廣木隆一監督） - 岡田佳代 役
- 眠れる美女（1995年、ユーロスペース、横山博人監督） - 江口菊子 役
- くノ一忍法帖 忍者月影抄（1996年、東北新社、津島勝監督） - 主演・お唯 役
- 女飼い・劇場版（1996年、ビームエンターテインメント、廣西眞人監督） - 西城裕子 役
- かっ鳶五郎（1997年、ケイエスエス、長濱英高監督） - 忍 役
- 男前 日本一の画家になったる!（2005年、さざ波、市川徹監督）
- クール・ディメンション（2006年、クレイ・テンダープロ、石井良和監督）
- ハケンジコウ（2007年、遠藤一平監督） - 犬養毅子 役
- 携帯彼氏（2009年、東宝、船曳真珠監督） - 上野悦子 役
- 劇場版 ミューズの鏡〜マイプリティドール〜（2012年、松竹、福田雄一監督）

### オリジナルビデオ
- お嬢さま刑事 ギャル・ザ・コップ（1990年、田中秀夫監督） - 主演・朝霧由香 役
- ザ・忍者ウォリアーズ くノ一戦士（1991年、カサイ雅弘監督） - 主演・風雲のあやめ 役
- 新・パチンコ物語 パチプロVS伝説の釘師（1993年、坂下正尚監督） - ゆう子 役
- 吸血温泉にようこそ（1997年、松山仁監督） - 主演・白鳥美雪 役
- TERRORS 或る死神の肖像畫（2000年、稲葉正広監督） - 石野裕子 役
- 雀狼伝2（2000年、服部光則監督）
- 雀狼伝3（2000年、服部光則監督）
- 難波金融伝・ミナミの帝王 破産の葬列（2005年、萩庭貞明監督）
- 極道の山本じゃ2 伝説の親分編（2006年、市川徹監督）
- 恐喝一代記（2008年、辻裕之監督） - マサコ 役

### 舞台
- ピーターパン（1992年7月 - 12月、青山劇場ほか） - ウェンディ 役
- おはん（1994年、芸術座）
- 中条きよし特別公演 任侠二代目はん（1997年6月、新歌舞伎座）
- 銀座ACBへようこそ（2009年3月、博品館劇場）
- FAMILY（2012年11月、CBGKシブゲキ!!）

### ラジオ
- VOH林と大西結花のコーナー
（1987年4月から、HBCラジオ、土曜深夜『ウィークエンドGO!GO!』内約35分コーナー番組　林“VOH”紀勝（スターダストレビュー）と共演[29]。最初は番組タイトルがまだ無い状態でスタートしたが、リスナーから募集して選定した結果、1987年中にタイトルが『VOH林と大西結花の気分はどさんこ 翔んで馬鈴薯はじけてメロン』に決定した[30]。）
- Teens'ブリブリCLUB（1987-1988年、文化放送）
- 物語と海（1990年、TOKYO FM）
- サウンド夢工房（1991年、NHK-FM）
- FMシアター（1992年、NHK-FM）
- たかじんの風に吹かれて（1998年、RKBラジオ）

### CM
- カゴメ トマトケチャップ (1984年 - 1985年)
- カルビー ポテトチップス（1986年）
- JR西日本 瀬戸大橋線開業（1988年）
- 明星食品　わかめラーメン（1988年）
- 山野井（1989年）

## ディスコグラフィ

### シングル
| #                           | 発売日         | タイトル                            | B面                            | 規格       | 規格品番   | オリコン最高位 |
| ポリスター                  | ポリスター     | ポリスター                          | ポリスター                     | ポリスター | ポリスター | ポリスター     |
| --------------------------- | -------------- | ----------------------------------- | ------------------------------ | ---------- | ---------- | -------------- |
| 1st                         | 1985年2月25日  | アラベスク・ロマネスク              | 春のコサージュ                 | EP         | 7P-112     | 圏外           |
| 2nd                         | 1985年7月26日  | 半抗期                              | マザー・コンプレックス         | EP         | D07C-1004  | 圏外           |
| 3rd                         | 1985年12月10日 | 優しくて哀しくて                    | キャンドルを消さないで         | EP         | D07C-1007  | 圏外           |
| 4th                         | 1986年5月25日  | 危ないタイトロープ                  | ひ・み・つ・放課後 Pee-Ka-Boo  | EP         | D07C-1012  | 圏外           |
| 5th                         | 1987年2月25日  | シャドウ・ハンター                  | 24時の都会                     | EP         | D07C-1018  | 17位           |
| 6th                         | 1987年6月23日  | チャンスは一度だけ〜TAKE A CHANCE〜 | WAGAMAMAナインティーン         | EP         | D07C-1026  | 10位           |
| 7th                         | 1987年9月23日  | 哀しみのシャングリラ                | くちびるジャンピング・ジャック | EP         | D07C-1028  | 9位            |
| 8th                         | 1988年2月10日  | ミモザの奇蹟                        | Remember                       | EP         | D07C-1036  | 14位           |
| 9th                         | 1988年6月8日   | 渚通りのディスコティック            | SUMMER STORY                   | EP         | D07R-1015  | 10位           |
| 9th                         | 1988年6月8日   | 渚通りのディスコティック            | SUMMER STORY                   | 8cmCD      | H10R-30005 | 10位           |
| 10th                        | 1988年10月25日 | チューリップの蕾                    | 星屑を髪に飾って               | EP         | D07R-1017  | 25位           |
| 10th                        | 1988年10月25日 | チューリップの蕾                    | 星屑を髪に飾って               | 8cmCD      | H10R-30010 | 25位           |
| 徳間ジャパン / JAPAN RECORD |                |                                     |                                |            |            |                |
| 11th                        | 1989年4月25日  | 好きにして…                         | 瞳 輝いて                      | EP         | 7JAS-116   | 44位           |
| 11th                        | 1989年4月25日  | 好きにして…                         | 瞳 輝いて                      | 8cmCD      | 10JC-405   | 44位           |
| 12th                        | 1989年9月25日  | MIDNIGHT TV                         | 今もあなたを                   | 8cmCD      | 10JC-456   | 85位           |
| 13th                        | 1991年7月25日  | 午前2時のSA・YO・NA・RA             | 愛になりたい                   | 8cmCD      | TKDA-30324 | 圏外           |
| キングレコード              |                |                                     |                                |            |            |                |
| 14th                        | 1993年1月21日  | 星空の下で                          | Drivin' Heart                  | 8cmCD      | KIDS-123   | 圏外           |
| ネスクレコード              |                |                                     |                                |            |            |                |
| 15th                        | 1998年6月20日  | Fly Away                            | Smile                          | 8cmCD      | NSDA-11    | 圏外           |

### 参加作品
| 発売日         | 商品名   | 歌         | 楽曲                               | 備考                                                   |
| -------------- | -------- | ---------- | ---------------------------------- | ------------------------------------------------------ |
| 1987年10月14日 | Remember | 風間三姉妹 | 「Remember」                       | フジテレビ系『スケバン刑事III 少女忍法帖伝奇』主題歌   |
| 1987年10月14日 | Remember | 風間三姉妹 | 「スケバン刑事III 主題歌メドレー」 |                                                        |
| 1987年10月14日 | Remember | 風間三姉妹 | 「風間唯メッセージ」               | レコードとカセットではメッセージの内容が異なっている。 |

### アルバム

#### オリジナル・アルバム
| #                           | 発売日         | タイトル                     | 規格       | 規格品番   | オリコン最高位 |
| ポリスター                  | ポリスター     | ポリスター                   | ポリスター | ポリスター | ポリスター     |
| --------------------------- | -------------- | ---------------------------- | ---------- | ---------- | -------------- |
| 1st                         | 1986年7月1日   | 危ないタイトロープ           | LP         | R28C-1018  | 圏外           |
| 1st                         | 1986年7月1日   | 危ないタイトロープ           | CT         | X28C-1018  | 圏外           |
| 2nd                         | 1987年6月25日  | TAKE A CHANCE-Summer bright- | LP         | R28C-1037  | 32位           |
| 2nd                         | 1987年6月25日  | TAKE A CHANCE-Summer bright- | CT         | X28C-1037  | 32位           |
| 2nd                         | 1987年6月25日  | TAKE A CHANCE-Summer bright- | CD         | H33C-20022 | 32位           |
| 3rd                         | 1988年3月25日  | Le rê ve                     | LP         | R30C-9003  | 35位           |
| 3rd                         | 1988年3月25日  | Le rê ve                     | CT         | X20C-1075  | 35位           |
| 3rd                         | 1988年3月25日  | Le rê ve                     | CD         | H33C-20042 | 35位           |
| 4th                         | 1988年11月25日 | Peppermint Mocha             | LP         | R28R-1023  | 47位           |
| 4th                         | 1988年11月25日 | Peppermint Mocha             | CD         | H33R-20012 | 47位           |
| 徳間ジャパン / JAPAN RECORD |                |                              |            |            |                |
| 5th                         | 1989年6月25日  | Bridge                       | LP         | 28JAL-3186 | 63位           |
| 5th                         | 1989年6月25日  | Bridge                       | CD         | 32JC-430   | 63位           |
| 6th                         | 1989年10月25日 | RESISTANCE                   | CD         | 32JC-430   | 圏外           |
| 7th                         | 1991年7月25日  | One Way Call                 | CD         | TKCA-30277 | 圏外           |
| MC RECORDS                  |                |                              |            |            |                |
| 8th                         | 2002年7月30日  | レシピ                       | CD         | MCR-0001   | 圏外           |

#### ライブ・アルバム
| #          | 発売日         | タイトル                                                        | 規格       | 規格品番   | オリコン最高位 |
| ポリスター | ポリスター     | ポリスター                                                      | ポリスター | ポリスター | ポリスター     |
| ---------- | -------------- | --------------------------------------------------------------- | ---------- | ---------- | -------------- |
| 1st        | 1988年10月25日 | Summer Concert '88 Le rêve de l'été 大西結花 20才、結花の夏の夢 | CD         | H30R-20011 | 55位           |

#### ベスト・アルバム
| #                                               | 発売日         | タイトル                                    | 規格       | 規格品番   | オリコン最高位 |
| ポリスター                                      | ポリスター     | ポリスター                                  | ポリスター | ポリスター | ポリスター     |
| ----------------------------------------------- | -------------- | ------------------------------------------- | ---------- | ---------- | -------------- |
| 1st                                             | 1987年3月25日  | シャドウ・ハンター 〜YUKAコレクション〜     | LP         | R18C-1031  | 25位           |
| 1st                                             | 1987年3月25日  | シャドウ・ハンター 〜YUKAコレクション〜     | CT         | X18C-1031  | 25位           |
| 1st                                             | 1987年4月25日  | シャドウ・ハンター 〜YUKA FILE #1〜         | CD         | H32C-20019 | 圏外           |
| 2nd                                             | 1987年12月21日 | GREETING from THE BIG WEST 〜YUKA FILE #2〜 | LP         | R28C-1037  | 圏外           |
| 2nd                                             | 1987年12月21日 | GREETING from THE BIG WEST 〜YUKA FILE #2〜 | CT         | X20C-1071  | 圏外           |
| 2nd                                             | 1987年12月21日 | GREETING from THE BIG WEST 〜YUKA FILE #2〜 | CD         | H25C-20039 | 圏外           |
| 3rd                                             | 1988年7月1日   | 大西結花ベスト Memory                       | LP         | R28R-1016  | 37位           |
| 3rd                                             | 1988年7月1日   | 大西結花ベスト Memory                       | CT         | X28R-1016  | 37位           |
| 3rd                                             | 1988年7月1日   | 大西結花ベスト Memory                       | CD         | H33R-20009 | 37位           |
| 4th                                             | 1989年7月7日   | 大西結花 BEST OF BEST                       | CD         | H28R-10002 | 圏外           |
| 4th                                             | 1989年7月7日   | 大西結花 BEST OF BEST                       | CT         | X24R-3502  | 圏外           |
| 徳間ジャパンコミュニケーションズ / JAPAN RECORD |                |                                             |            |            |                |
| 5th                                             | 2004年12月22日 | ゴールデン☆ベスト 大西結花                  | CD         | TKCA-72796 | 圏外           |

### タイアップ
| 曲名                                | タイアップ                                                         | 収録作品                                        |
| ----------------------------------- | ------------------------------------------------------------------ | ----------------------------------------------- |
| 危ないタイトロープ                  | 日本テレビ系全国ネット『このままじゃ、ボクの将来知れたもの』挿入歌 | シングル「危ないタイトロープ」                  |
| シャドウ・ハンター                  | フジテレビ系『スケバン刑事III』挿入歌                              | シングル「シャドウ・ハンター」                  |
| チャンスは一度だけ〜TAKE A CHANCE〜 | フジテレビ系『スケバン刑事III〜少女忍法帖伝奇〜』挿入歌            | シングル「チャンスは一度だけ〜TAKE A CHANCE〜」 |
| 哀しみのシャングリラ                | フジテレビ系『スケバン刑事III〜少女忍法帖伝奇〜』挿入歌            | シングル「哀しみのシャングリラ」                |
| ミモザの奇蹟                        | 東映映画『スケバン刑事 風間三姉妹の逆襲』挿入歌                    | シングル「ミモザの奇蹟」                        |
| SUMMER STORY                        | AJINOMOTO Teens' CMイメージ・ソング                                | シングル「渚通りのディスコティック」            |
| チューリップの蕾                    | NTV系ドラマ『猫、ふんじゃッた!』挿入歌                             | シングル「チューリップの蕾」                    |
| 好きにして…                         | 映画『童貞物語・4』主題歌                                          | シングル「好きにして…」                         |
| 瞳 輝いて                           | NHK土曜ドラマ『翔べひよっ子』主題歌                                | シングル「好きにして…」                         |
| 午前2時のSA・YO・NA・RA             | TBS系全国ネット『所印の車はエライ!』挿入歌                         | シングル「午前2時のSA・YO・NA・RA」             |
| 星空の下で                          | 日本テレビ系『水野晴郎の映画百科』テーマ曲                         | シングル「星空の下で」                          |

## 著書
- セキララ（1999年、青林堂）

## 写真集
- 『瞳にスキャンダル : 大西結花写真集』ワニブックス、1987年7月25日。
- ワクワク結花ランド（1988年4月、辰巳出版）
- 甘い予感（1991年2月、ビックマン）
- 琥珀色のモノローグ（1992年3月、大陸書房）
- マイソロジー1992〜少女の瞳は永遠に（1992年7月、大陸書房）
- +FLORE+（1995年6月、ワニブックス、撮影：渡辺達生）
- 遠野 冬（1999年3月、宙出版、撮影：小沢忠恭）